# Ávidos
Avidos is een plaats (freguesia) in de Portugese gemeente Vila Nova de Famalicão en telt 1746 inwoners (2011).